# Mystery Manor
Mystery Manor est un jeu d'objets cachés développé par Game Insight. Il a été lancé en 2010 sur la plateforme de médias sociaux Facebook, c'était le premier jeu du genre sur Facebook. Il a été lancé pour Android et IOS en 2012.

## Gameplay
Mystery Manor est un jeu d'objets cachés (parfois appelés images cachées). Les joueurs reçoivent une liste d'objets à trouver dans une scène statique. Ils reçoivent ensuite des points pour chaque élément trouvé et des multiplicateurs de score pour accomplir la tâche rapidement. Les joueurs peuvent également utiliser des boussoles pour mettre en évidence des objets qu'ils trouvent difficiles à voir, des escargots pour ajouter du temps ou des sabliers pour figer le temps. Entre de nombreux niveaux, les niveaux de puzzle obligent les joueurs à trouver et à assembler les collections du manoir.
Mystery Manor a également une carte du manoir, dans laquelle les joueurs voient les clés nécessaires pour visiter les chambres. Parfois, il y a des quêtes dans la cour du manoir. Des pièces, des bijoux et de l'expérience sont nécessaires pour débloquer d'autres salles et étages dans le jeu. Les joueurs doivent également vaincre, échanger ou bannir des monstres afin de protéger le manoir.
De nouveaux chapitres de l'histoire sont écrits chaque saison (hiver au manoir, été au manoir, Noël au manoir),. Chaque pièce du manoir passe par plusieurs «modes d'exploration».
- Mode Word - Fournit une liste avec les noms des objets à trouver.
- Mode Silhouette - Fournit une liste avec les contours noirs des objets à trouver.
- Mode nuit - Fournit une liste avec les noms des objets à trouver et garde la majeure partie de l'écran assombri, à l'exception d'un projecteur contrôlé par le joueur.
- Mode de comparaison - Fournit deux images côte à côte de la pièce, l'objectif étant de « repérer la différence » entre les deux images.

## Récit
Mystery Manor est situé dans le manoir de Mister X, une grande maison isolée pleine de secrets et de phénomènes étranges. Un visiteur sans nom (le joueur) arrive au manoir et rencontre Katherine, la secrétaire de Monsieur X, qui raconte le jeu au visiteur.

## Personnages
- Monsieur et madame. X: les mystérieux propriétaires du manoir.
- Katherine: la secrétaire, elle aide le joueur dans ses quêtes. Elle veut s'échapper du manoir.
- Elsa: la femme de chambre allemande, elle a presque toujours peur.
- Giovanni: le chef italien, il veut toujours que le joueur trouve un ingrédient. Lui et Elsa sont amoureux.
- Jones: le chasseur britannique. Il est le gardien d
- u manoir. Lui et son ami Rudolph Van Helsing éloignent les monstres (vampires, zombies, homoncules, loups-garous, squelettes. . . ).
- Magda: la vieille sorcière gitane. Elle travaille dans la salle de divination et son chat s'appelle Voldemort. Des runes, des planches ouija, des brûleurs d'encens, des potions et d'autres trucs sont utilisés par Magda.
- Takeshi: le jardinier japonais. Il était un ninja et parle toujours avec des haïkus. Il est si calme et parfois insaisissable.
- Joanna: une femme d'âge moyen qui est la bibliothécaire du manoir. Elle lit et écrit beaucoup et est une experte en livres rares et grimoires. Elle aide souvent Jones et finalement ils tombent amoureux.

## Monétisation
Mystery Manor est un jeu gratuit, utilisant le modèle de monétisation freemium. Les joueurs peuvent utiliser de l'argent réel pour acheter des pièces, des outils et des bijoux en jeu. Ceux-ci peuvent ensuite être utilisés pour acheter de l'énergie supplémentaire, nécessaire pour jouer les scènes, et des engrenages, nécessaires pour déverrouiller de nouvelles scènes.

## Accueil
Les avis sur Mystery Manor sont généralement bons,,. Avec de nombreuses critiques louant ses valeurs de production élevées, et désapprouvant sa structure de monétisation freemium.